# Thanom Kittikachorn

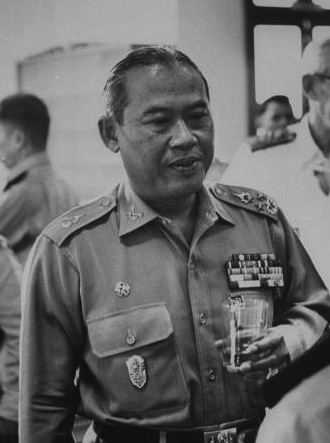
Thanom Kittikachorn in 1960

Thanom Kittikachorn (Thai: ถนอม กิตติขจร) (Verbod Nhong Ploung (Changwat Tak), 11 augustus 1912 — Bangkok, 16 juni 2004) was een Thais veldmaarschalk die van 1963 tot 1973 als dictator Thailand regeerde.

## Levensloop
Thanom ging bij het leger in 1929, beval een bataljon tijdens de Thaise invasie van de Staten Shan tijdens de Campagne van Birma tijdens de Tweede Wereldoorlog en werd de bevelhebber van een afdeling in 1950. Nadat hij de militaire staatsgreep van Sarit Dhanarajata steunde werd hij Minister van Defensie en ook kort Eerste Minister in 1958. Nadat Sarit in 1963 stierf, volgde Thanom hem op als Eerste Minister en zette de pro-Amerikaanse en anticommunistische politiek van zijn voorganger voort. Onder zijn bewind werd in 1968 een nieuwe grondwet ingevoerd die politieke partijen terug toeliet. In 1969 werden verkiezingen voor het Huis van Afgevaardigden gehouden waarbij de door zijn regering gestichte Verenigde Thaise Volkspartij een derde van de zetels behaalde. Op 11 maart 1969 vormde Thanom een nieuwe regering met Pote Sarasin als vice-premier. In 1971 ontbond hij het parlement, schafte hij de grondwet af en herstelde hij de militaire dictatuur met de installatie van een nationale uitvoerende raad waarvan hij voorzitter werd. Dit leidde tot protesten, en hij werd uiteindelijk gedwongen af te treden en om in ballingschap te gaan na een slachting van pro-democratiestudenten die 77 levens had geëist op 14 oktober 1973.
Thanom werd samen met zijn zoon, kolonel Narong Kittikachorn, en de schoonvader van Narong, veldmaarschalk Praphas Charusathien, bekend als de zogenaamde "Drie Tirannen" van Thailand. Zij bestuurden het land in de jaren 60 en de vroege jaren 70. Thanom, die ook de rang van veldmaarschalk had, werd over het algemeen gezien als verzoenende partner, en Praphas als de voorstander van de harde lijn.

### Regime
Het regime van Thanom - net als dat van Sarit voor hem - stond bekend om de grootschalige corruptie en de nauwe banden met de Verenigde Staten wegens hun gedeelde afkeer tegen het communisme. De "Drie Tirannen" werden in ballingschap gedreven na een bloedige student geleide opstand in oktober 1973. Zij werden beschuldigd van nepotisme, corruptie op grote schaal en het opdracht geven tot de slachting van protesterenden in de straten van Bangkok tijdens de opstand.
September 1976 werd het Thanom toegestaan naar Thailand terug te keren uit Singapore om als boeddhistische monnik te leven. Dit was de vonk voor nieuwe demonstraties door linkse protestanten. Velen geloofden dat zijn terugkeer het startsein voor een rechtse contrarevolutie was. Op 6 oktober 1976 vond onder protesterende studenten aan de Thammasat-universiteit in Bangkok een koelbloedige slachting plaats door de politie en para-militaire groepen. Bij de aansluitende staatsgreep werd een nieuwe, door militairen geleide overheid geïnstalleerd.

### Rehabilitatie
Noch Thanom, noch zijn twee vroegere partners, namen na terugkomst een openbare politieke rol op zich. Thanom leverde een inspanning om zijn imago te herstellen en stelde dat hij niet verantwoordelijk was voor het geweld van 1973 en dat hij géén bezit wilde terugkrijgen dat hij had verkregen voor hij werd omvergeworpen. In maart 1999, werd Thanom benoemd tot de ere-koninklijke wacht door Eerste Minister Chuan Leekpai, een hoogst controversiële handeling.
Thanom Kittikachorn overleed in 2004 op 91-jarige leeftijd in het Algemene Ziekenhuis van Bangkok, na in januari 2004 een beroerte en een hartaanval te hebben gehad.